# Comadia speratus
Comadia speratus is een vlinder uit de familie van de Houtboorders (Cossidae). De wetenschappelijke naam van de soort is voor het eerst gepubliceerd in 1975 door Richard M. Brown.
De soort komt voor in Californië.